# Майкл Кадлітц
Майкл Кадлітц (англ. Michael Cudlitz, нар. 29 грудня 1964, Лонг-Айленд, штат Нью-Йорк, США) — американський актор. Найбільш відомий ролями у телесеріалах «Брати по зброї» (2001), «Південна територія» (2009—2013) та «Ходячі мерці» (2014—2018).

## Фільмографія

### Кіно
| Рік  |    | Українська назва         | Оригінальна назва           | Роль              |
| ---- | -- | ------------------------ | --------------------------- | ----------------- |
| 1992 | ф  | Там, де тече ріка        | A River Runs Through It     | Чаб               |
| 1993 | ф  | Дракон: Історія Брюса Лі | Dragon: The Bruce Lee Story | Тед Овертон       |
| 1993 | ф  | Клуб брехунів            | The Liars' Club             | Джимбо            |
| 1996 | ф  | Могутні каченята 3       | D3: The Mighty Ducks        | Коул              |
| 1997 | ф  | Вбивство в Гросс-Пойнті  | Grosse Pointe Blank         | Боб Дестепелло    |
| 1998 | ф  | Перемовник               | The Negotiator              | Палермо           |
| 1999 | ф  | Сили природи             | Forces of Nature            | бармен            |
| 2002 | тф | Прямий ефір з Багдада    | Live from Baghdad           | Том Мерфі         |
| 2006 | ф  | Панічна втеча            | Running Scared              | Сел Френзон       |
| 2008 | ф  | Сексдрайв                | Sex Drive                   | Рік               |
| 2009 | ф  | Сурогати                 | Surrogates                  | полковник Брендан |
| 2012 | ф  | Мандрівник скорботи      | Dark Tourist                | Джим              |
| 2013 | ф  | Хроніки ломбарду         | Pawn Shop Chronicles        | шериф Сміт        |
| 2014 | ф  | Чавес                    | Cesar Chavez                | Бен               |
| 2018 | ф  | Тачка на мільйон         | Driven                      | Морган Гетрік     |
| 2019 | ф  | П'ять жінок у кінці      | Five Women in the End       | Пі Джей Веллер    |
| 2023 | ф  | Моє прекрасне нещастя    | Beautiful Disaster          | Джим Меддокс      |

### Серіали
| Рік        | Українська назва                   | Оригінальна назва              | Роль                                 | Примітки                                               |
| ---------- | ---------------------------------- | ------------------------------ | ------------------------------------ | ------------------------------------------------------ |
| 1990       |                                    | Hull High                      | Шварц                                | 2 епізоди                                              |
| 1991       |                                    | 21 Jump Street                 | Денніс Річардс                       | епізод «Bad Day at Blackburn»                          |
| 1991       |                                    | L.A. Law                       | перехожий                            | епізод «Do the Spike Thing»                            |
| 1991–1992  | Проблеми зростання                 | Growing Pains                  | Чак                                  | 2 епізоди                                              |
| 1992       | Життя триває                       | Life Goes On                   | Ерні                                 | епізод «The Wall»                                      |
| 1992–1993  | Беверлі-Гіллз, 90210               | Beverly Hills, 90210           | Тоні Міллер                          | 11 епізодів                                            |
| 1993       | Домогосподарство                   | Home Improvement               | Ерні                                 | 2 епізоди                                              |
| 1996       | Швидка допомога                    | ER                             | поранений пожежник                   | епізод «The Healers»                                   |
| 1996       | Ренегат                            | Renegade                       | Патч / Beau                          | 2 епізоди                                              |
| 1998       | Поліція Нью-Йорка                  | NYPD Blue                      | Джошуа                               | епізод «Prostrate Before the Law»                      |
| 1999       | Баффі — переможниця вампірів       | Buffy the Vampire Slayer       | Боб                                  | епізод «The Zeppo»                                     |
| 1999       | Чиказька надія                     | Chicago Hope                   |                                      | епізод «And Baby Makes 10»                             |
| 2001       | Вокер, техаський рейнджер          | Walker, Texas Ranger           | військовий                           | епізод «Unsafe Speed»                                  |
| 2001       | Клієнт завжди мертвий              | Six Feet Under                 | Денніс                               | епізод «Crossroads»                                    |
| 2001       | Брати по зброї                     | Band of Brothers               | сержант Денвер «Бик» Рендлмен        | 9 епізодів                                             |
| 2001, 2009 | CSI: Місце злочину                 | CSI: Crime Scene Investigation | офіцер Вільям Спенсер / Джош Барстон | епізоди «And Then There Were None» / «The Grave Shift» |
| 2002       | Практика                           | The Practice                   | Рассел Хемптон                       | епізод «The Test»                                      |
| 2002–2003  | 24                                 | 24                             | Рік Філліпс                          | 3 епізоди                                              |
| 2004       | Частини тіла                       | Nip/Tuck                       | Броді                                | епізод «Joel Gideon»                                   |
| 2004       | Лас-Вегас                          | Las Vegas                      | Браян Карлтон Вентурі                | епізод «When You Got to Go, You Got to Go»             |
| 2004-2005  | Без сліду                          | Without a Trace                | Марк Кейсі / Фредді Кейтен           | 2 епізоди                                              |
| 2005       | Медичне дослідження                | Medical Investigation          | лейтенант Трой Адамс                 | епізод «Mousetrap»                                     |
| 2005       | C.S.I.: Місце злочину Маямі        | CSI: Miami                     | «Мак» МакКерн                        | епізод «Nothing to Lose»                               |
| 2005       | Там                                | Over There                     | полковник Раян                       | епізод «The Prisoner»                                  |
| 2005       | Мертва зона                        | The Dead Zone                  | Херб Сміт                            | епізод «Babble On»                                     |
| 2005       | Втеча з в'язниці                   | Prison Break                   | офіцер Боб Гадсон                    | 2 епізоди                                              |
| 2005       | Особливо небезпечний               | Wanted                         | Рід                                  | епізод «Lips Are Lips»                                 |
| 2005, 2008 | Загублені                          | Lost                           | Майк Волтон                          | 2 епізоди                                              |
| 2006       | Місце злочину: Нью-Йорк            | CSI: NY                        | Верн Докс                            | епізод «Super Men»                                     |
| 2006–2007  | Перемовники                        | Standoff                       | Френк Роджерс                        | 18 епізодів                                            |
| 2007       | Кістки                             | Bones                          | Лакі                                 | епізод «Death in the Saddle»                           |
| 2007       | Криміналісти: мислити як злочинець | Criminal Minds                 | Френсіс                              | епізод «Identity»                                      |
| 2007–2008  | Життя як вирок                     | Life                           | Марк Роулз                           | 3 епізоди                                              |
| 2009       | Врятувати Грейс                    | Saving Grace                   | Дональд Гілмор                       | епізод «The Heart of a Cop»                            |
| 2009–2013  | Південна територія                 | Southland                      | Джон Купер                           | 43 епізоди                                             |
| 2014–2018  | Ходячі мерці                       | The Walking Dead               | Авраам Форд                          | 30 епізодів                                            |
| 2015       | Гравці                             | Ballers                        | Ден Баласмо                          | 2 епізоди                                              |
| 2018       | Юний Шелдон                        | Young Sheldon                  | директор NASA                        | епізод «Gluons, Guacamole, and the Color Purple»       |
| 2018–2019  | Діти в порядку                     | The Kids Are Alright           | Майк Клірі                           | 23 епізода                                             |
| 2021       | Невразливий                        | Invincible                     | Джозеф / Red Rush                    | епізод «It's About Time»                               |
| 2021       | Клариса                            | Clarice                        | Пол Крендлер                         | 13 епізодів                                            |

### Озвучення відеоігор
| Рік  | Назва                          | Персонаж                   |
| ---- | ------------------------------ | -------------------------- |
| 2005 | Call of Duty 2                 | рядовий Брейберн           |
| 2005 | Call of Duty 2: Big Red One    | сержант Глен «Hawk» Гокінс |
| 2007 | Call of Duty 4: Modern Warfare | Гріффен                    |
| 2009 | Red Faction Guerrilla          | Сол Маріус                 |
| 2009 | Call of Duty: Modern Warfare 2 | Віктор                     |
| 2011 | Call of Duty: Modern Warfare 3 | Гріффен                    |